# Legion of Lost Flyers
Legion of Lost Flyers (també coneguda com Legion of Lost Fliers) és una pel·lícula dramàtica de sèrie B estatunidenca de 1939 dirigida per Christy Cabanne. És protagonitzada per Richard Arlen, Andy Devine i Anne Nagel. Legion of Lost Flyers va ser estrenada per Universal Pictures el 3 de novembre de 1939.

## Argument
Un grup de pilots, a causa d'una reputació desagradable o no merescuda, estableix un lloc avançat, realitzant vols xàrter i transportant subministraments als erms congelats d'Alaska. Gene "Loop" Gillian arriba a Alaska perquè ha estat culpat d'un accident on van morir quatre homes. Bill Desert el cap de les companyies aèries comercials, es nega a contractar-lo com a pilot, però a petició del mecànic d'avions "Beef" Brumley, Desert contracta a Loop.

## Repartiment
- Richard Arlen com Gene "Loop" Gillan
- Andy Devine com "Beef" Brumley
- Anne Nagel com Paula
- William Lundigan com Ralph Perry
- Guinn Williams com Jake Halley
- Ona Munson com Martha
- Leon Ames com Smythe
- Theodore Von Eltz com Bill Desert
- Leon Belasco com Frenchy
- Dave Willock com Blinky
- Jack Carson com Larry Barrigan
- Pat Flaherty com Sam Bradford
- Eddy Waller com Petey

## Producció
Les dates de producció de la fotografia principal de Legion of Lost Flyers van començar el 26 de juliol de 1939.

## Recepció
Frank Nugent, a la seva crítica cinematogràfica per The New York Times, va descriure la pel·lícula com "Has vist tot això abans en els teus somnis de la classe "C": un hangar semblant a una barraca, caixes velles per volar, terreny muntanyós, etc. Però aquest té algunes característiques noves que apostarem que mai no havíeu visualitzat com a possibilitats: d'una banda, Richard Arlen no va ser l'home que va violar el codi en rescatar aquell gran transport, deixant els seus passatgers. Per altra banda, el Sr. Arlen fa tres vegades l'impossible: (1) aterra el seu avió amb seguretat en un canó nevat, (2) torna a enlairar sense tren d'aterratge malgrat les soques, pedres i sotabosc, i (3) després que el seu avió hagi perdut una ala i ell mateix hagi estat atacat de manera contundent pel seu enemic, que fa un altre rescat, què creus que passa amb el senyor Arlen? Bé, senyor, l'avió trencat s'estavella. en un munt de patins i malaltís en una pista d'aterratge moderna i còmoda, amb un servei d'ambulància simplificat, i el senyor Arlen surt de les restes amb res pitjor que un embenat lligat pintorescament al voltant del seu front."